# Exo (Монреаль)
Exo, официальное название — Réseau de transport métropolitain (RTM ; англ. Metropolitan Transportation Network) — система общественного транспорта в Большом Монреале, связывающая остров Монреаль, Лаваль (остров Жезю) и населенные пункты, расположенные вдоль северного берега реки Миль-Иль и южного берега реки Святого Лаврентия.
Сеть Exo была создана 1 июня 2017 года на смену транспортному агентству Agence métropolitaine de transport. RTM управляет пригородной железной дорогой и пригородными автобусами Монреаля и является второй по загруженности подобной системой в Канаде после GO Transit в Торонто. В мае 2018 года бывшая Réseau de transport métropolitain (RTM) переименована в Exo.
Территория Exo совпадает с границами Монреальской агломерации, с добавлением резервации коренных народов Канаваке и города Сен-Жером. Сеть обслуживает население примерно 4,1 миллиона человек, которые ежедневно совершают более 750 000 поездок по территории 4258,97 км2 (1600 кв. миль).
Exo включает пригородные железные дороги Монреаля, которые связывают центр города с районами на западе до Удсона, на востоке до Мон-Сен-Илер, на юге до Кандиака и на севере до Сен-Жерома, а также пригородные автобусы, ранее эксплуатировавшиеся местными операторами.
С 2021 г. планируется преобразовать одну из линий (Deux-Montagnes) поездов Exo в сеть пригородного лёгкого метро REM, соединённую пересадочными станциями с городским метро Монреаля.

## Партнерские транспортные сети
Материнское агентство Exo, Autorité regionale de transport métropolitain (ARTM), отвечает за перевозки в районе Большого Монреаля.
К Exo относятся пригородные поезда и автобусное сообщение, пересекающее пределы трёх основных населенных пунктов Большого Монреаля. В их пределах транспортные услуги предоставляют Société de Transport de Montréal на острове Монреаль, Société de Transport de Laval в Лавале и Réseau de transport de Longueuil для городской агломерации Лонгёя.

## Пригородная железная дорога

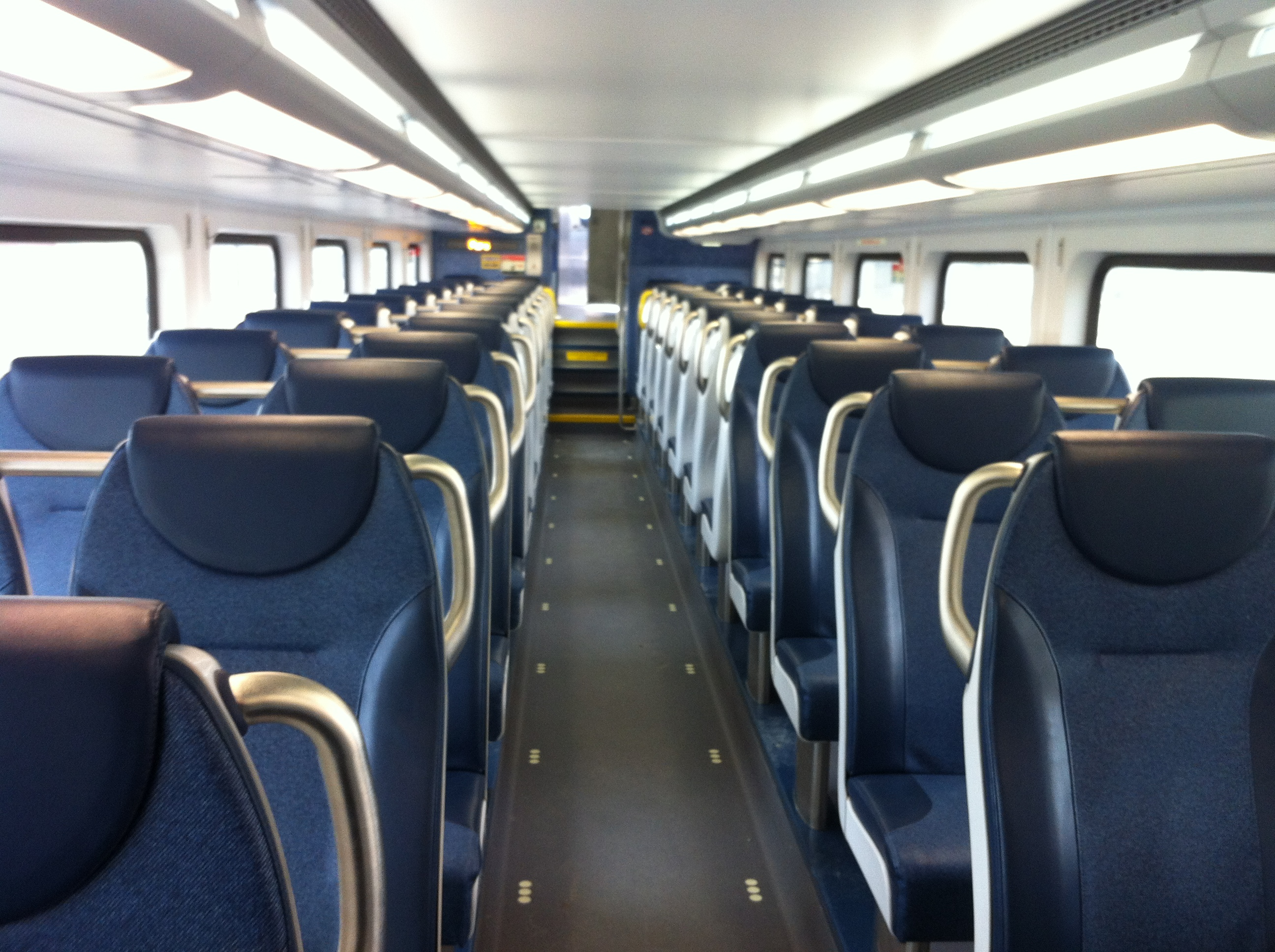
Интерьер пригородного поезда Exo

Пересечение линий метро (цветные жирные) с линиями Exo (тёмно-синие тонкие). Тёмно-синим цветом закрашены станции пересадок с метро на пригородные линии.

Пригородные поезда Exo — наиболее заметное подразделение сети. Здесь используются поезда двух типов: электрические поезда (EMU), используемые на линии Deux-Montagnes, и дизель-электрические двухтактные поезда, используемые на всех остальных. Линия Deux-Montagnes была электрифицирована из-за того, что на ней используется длинный (4.8 км) плохо вентилируемый туннель под горой Мон-Руаяль до Центрального вокзала. Дизельные поезда через туннель когда-то были ограничены, а теперь запрещены; дизельные поезда линии Mont-Saint-Hilaire, Via Rail и Amtrak прибывают на Центральный вокзал со стороны, противоположной туннелю.
Пригородные поезда Exo ходят по путям, принадлежащим либо Canadian National, либо Canadian Pacific. Линия Mont-Saint-Hilaire проходит по железнодорожным путям CN и отходит от Центрального вокзала, в то время как линии Vaudreuil-Hudson, Saint-Jérôme и Candiac проходят по трассе CP и отходят от конечной станции Lucien L’Allier, рядом с историческим вокзалом Виндзор. Линия Saint-Jérôme также проходит по трассе Canadian Pacific (CP) и по собственной трассе RTM между Сент-Терез и Сен-Жеромом.
Линия Deux-Montagnes, включая пути и всю инфраструктуру, а также туннель Mount Royal, полностью принадлежит RTM.
Эксплуатация всех пригородных железных дорог была обеспечена контрактом с CN и CP (на их соответствующих железнодорожных сетях) до 30 июня 2017 года. С 1 июля 2017 года эксплуатацию взяла на себя компания Bombardier Transportation по 8-летнему контракту.
Линии поездов объединены с сетью автобусов и метро, обслуживаемой Société de transport de Montréal (STM).

План сети Exo. Голубую (Deux-Montagnes) и часть фиолетовой (Mont-St-Hilaire) линии планируется преобразовать в линию REM.

### Список линий пригородных поездов
| Линии поездов      | Длина линии | Сервис открыт | Электрифицирован | Конечные станции   | Конечные станции |
| ------------------ | ----------- | ------------- | ---------------- | ------------------ | ---------------- |
| Vaudreuil-Hudson   | 51.2        | 1887/1982     | Нет              | Hudson             | Lucien-L’Allier  |
| Saint-Jérôme       | 62.8        | 1882/1997     | Нет              | Saint-Jérôme       | Lucien-L’Allier  |
| Candiac            | 25.6        | 1887/2001     | Нет              | Candiac            | Lucien-L’Allier  |
| Mont-Saint-Hilaire | 34.9        | 1859/2000     | Нет              | Mont-Saint-Hilaire | Gare Centrale    |
| Mascouche          | 52          | 2014 г.       | Нет              | Mascouche          | Gare Centrale    |
| Deux-Montagnes     | 29.9        | 1918/1982     | да               | Deux-Montagnes     | Bois-Franc       |

## Тарифы

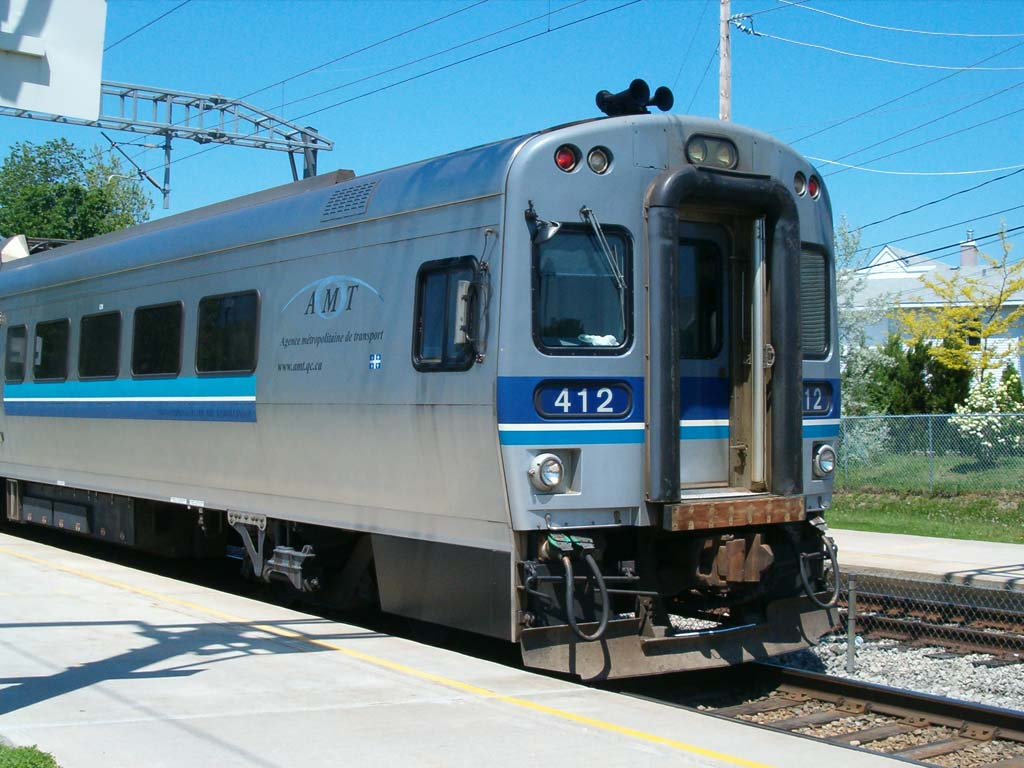
Поезд MR-90 на линии Deux-Montagnes

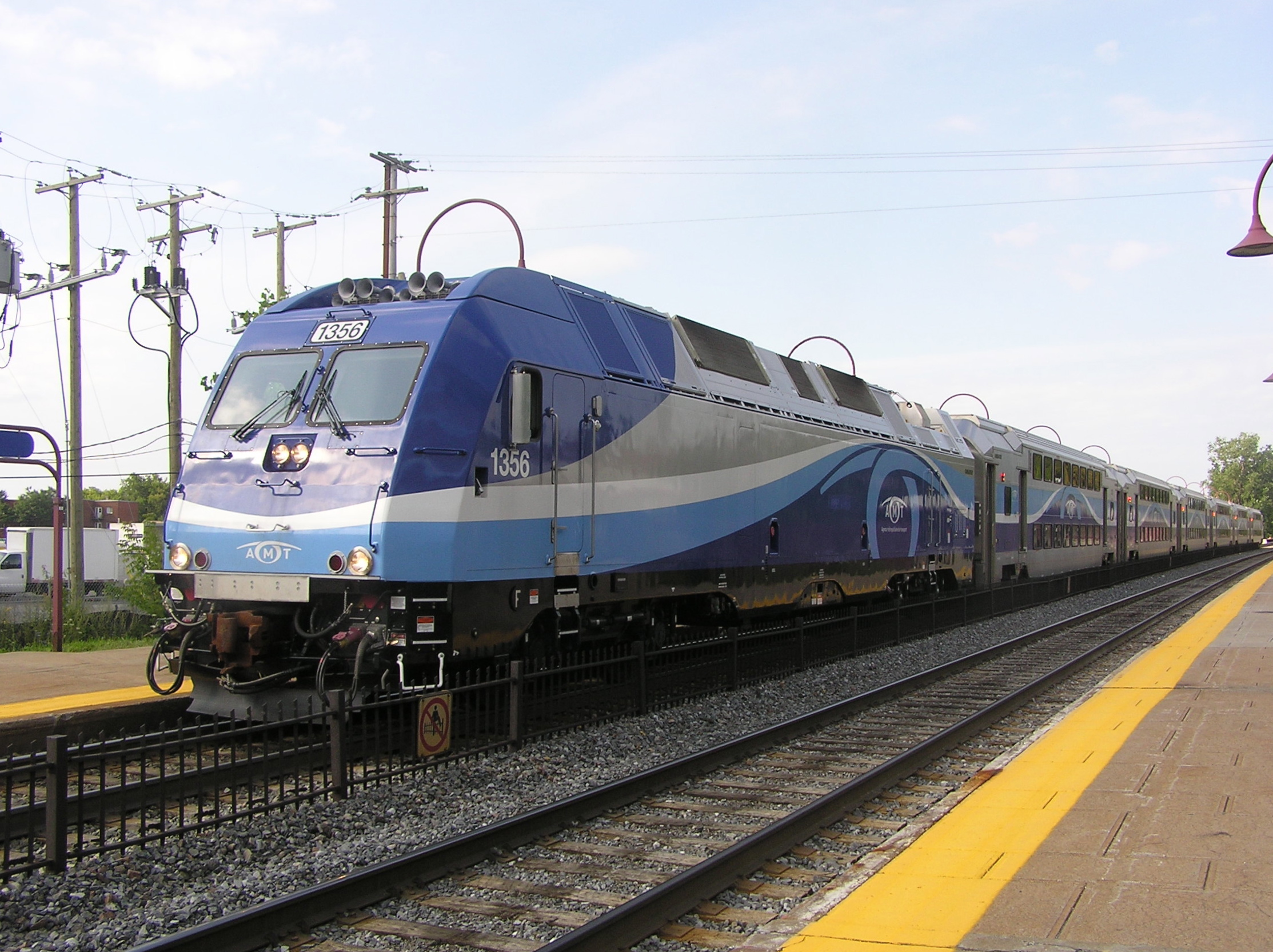
Поезд ALP-45DP из Vaudreuil-Hudson на станции Vendôme

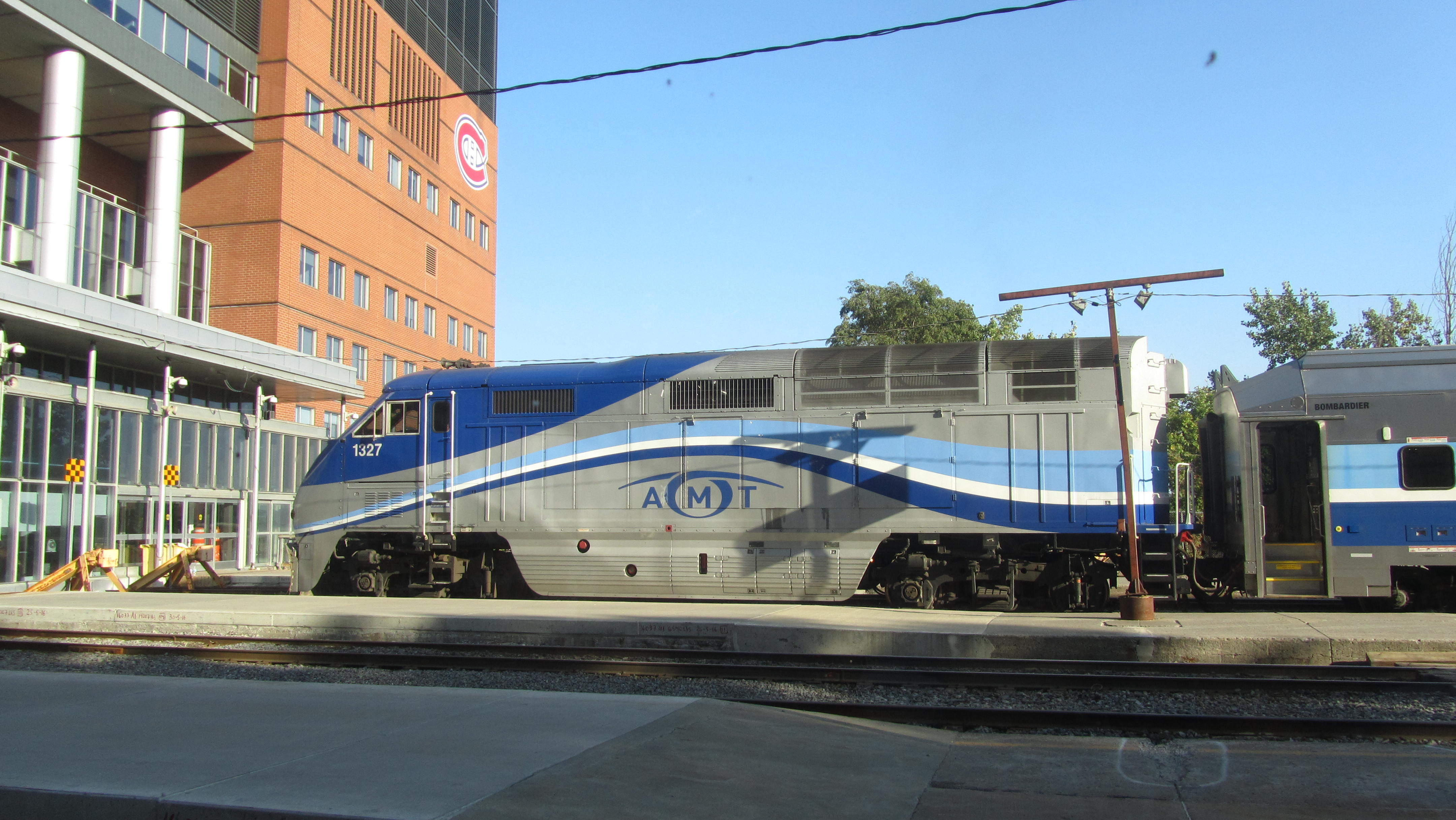
Поезд F59PHI припаркован на станции Люсьен-Л’Алье на пути 4

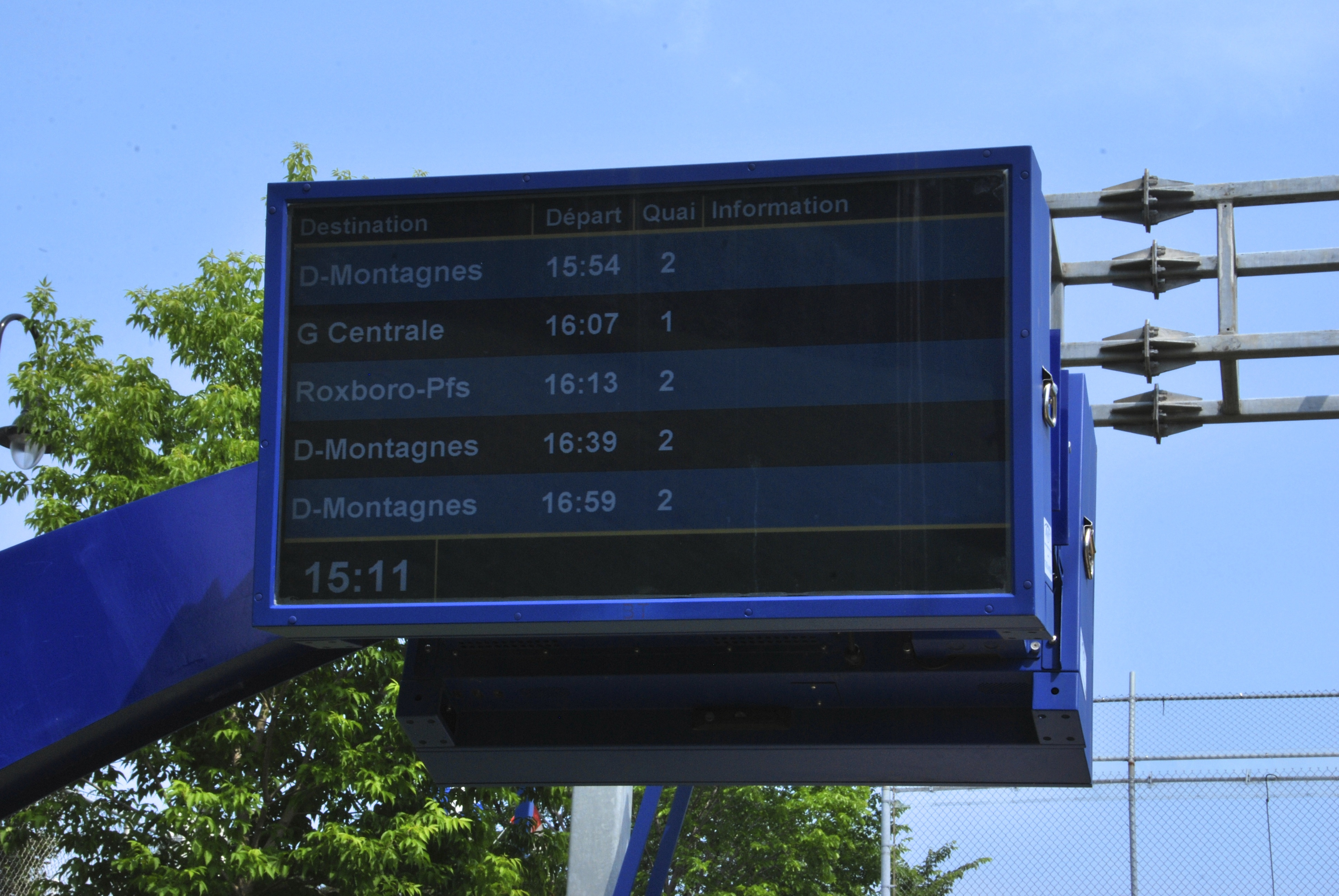
Табло расписания на вокзале Мон-Рояль

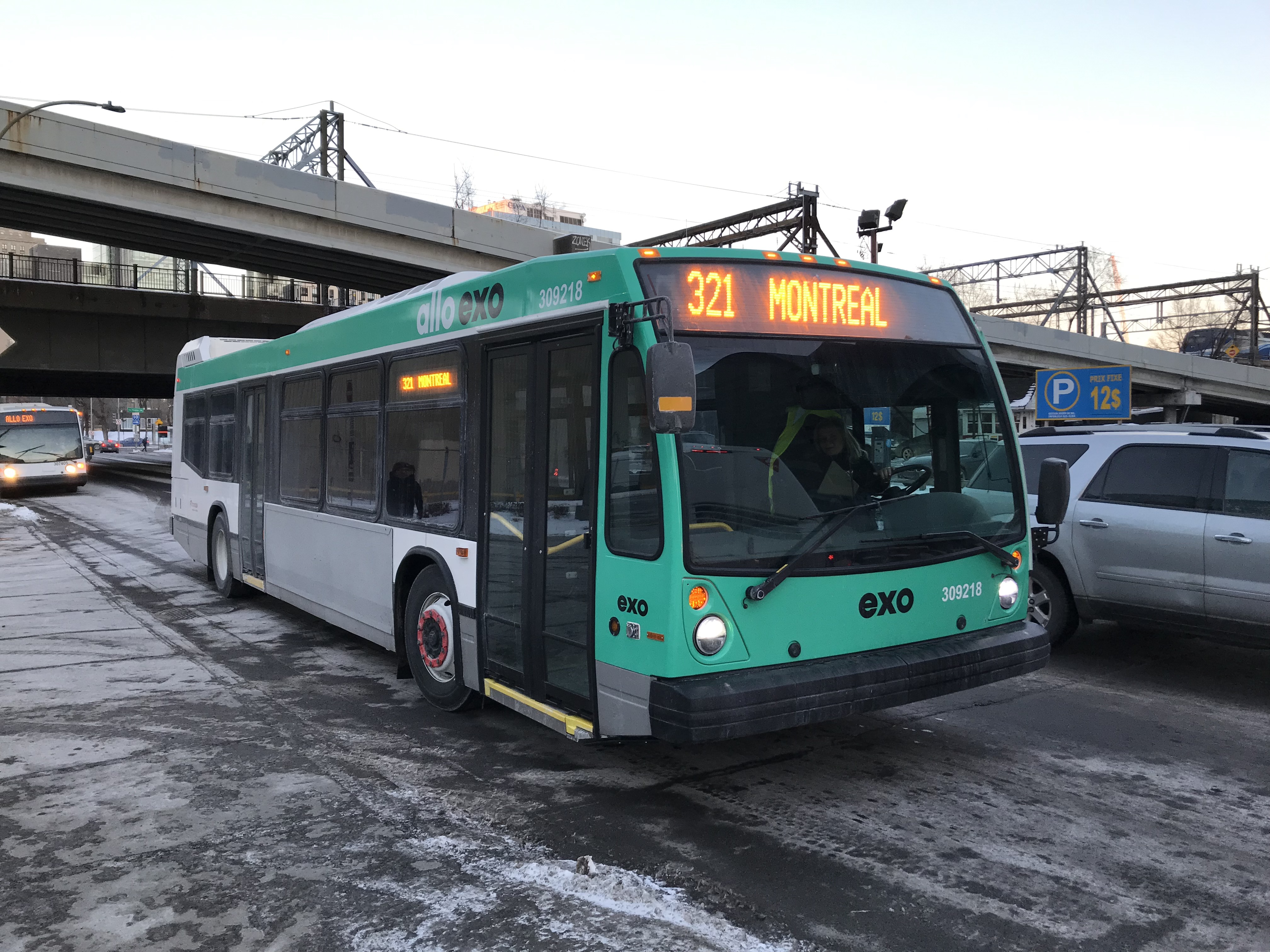
Пригородный автобус Exo в центре Монреаля.

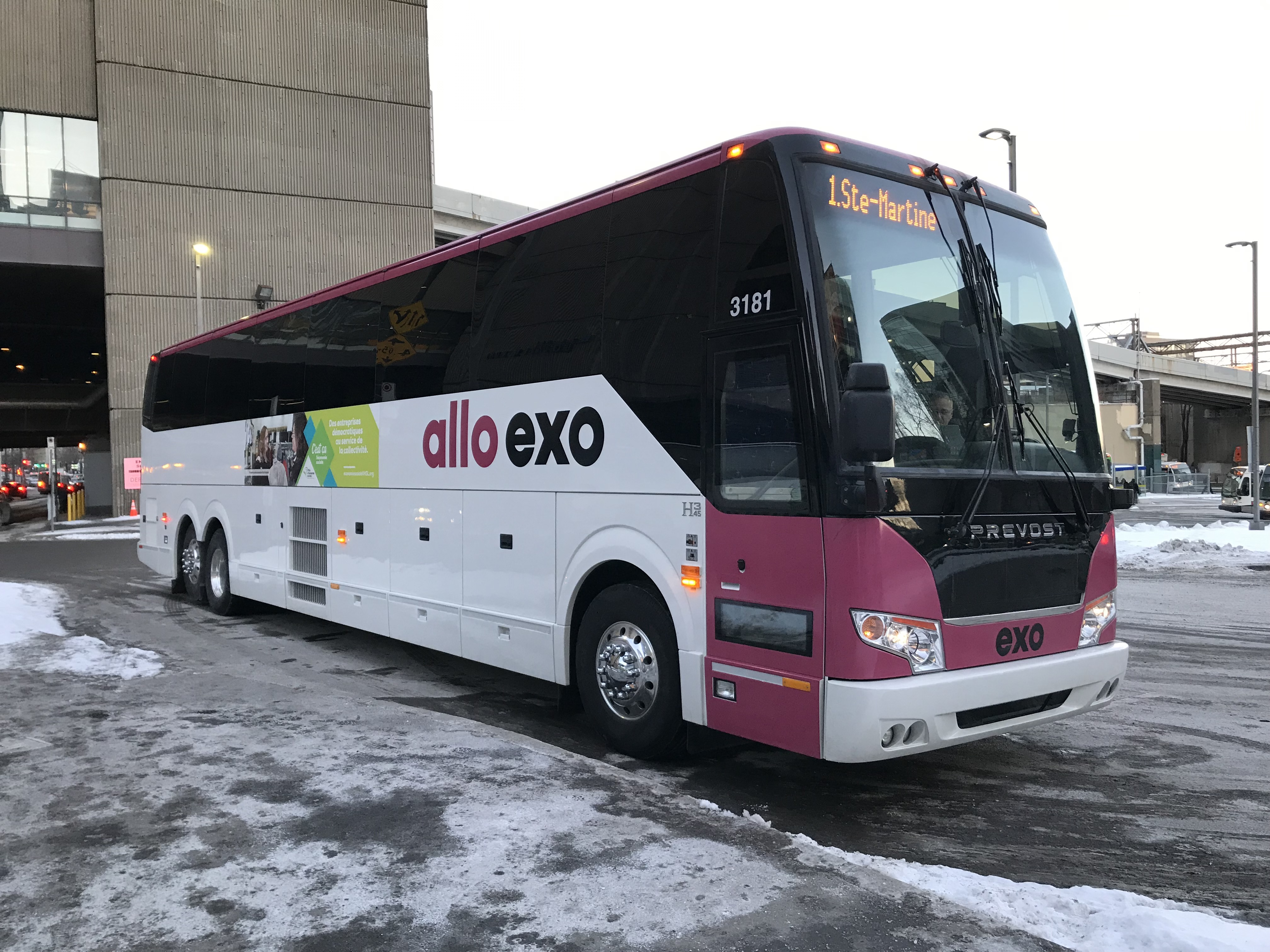
Пригородный автобус Exo на терминале Мэнсфилд в центре Монреаля направился в Сент-Мартин.

Большой Монреаль разделён на 8 тарифных зон, которые отсчитываются концентрически, начиная с центра Монреаля, во все стороны. Первые три зоны находятся в городах Монреаль, Лаваль и Лонгёй. Система оплаты проезда в пригородном поезде основана на предположении, что пользователь едет в центр города или из него. Поэтому цена, например, за проезд в пределах зоны 3 или из зоны 3 в зону 2 одинакова, в отличие от поездки из зоны 3 в зону 1.
Чтобы воспользоваться поездом, пассажиры должны иметь прокомпостированный билет TRAM / TRAIN, который покрывает самую дальнюю зону поездки. Тарифы TRAM обеспечивают доступ к метро и автобусам Монреаля в пределах тарифной зоны без какой-либо дополнительной оплаты, в то время как тарифы TRAIN действительны только на пригородных поездах. Билеты можно приобрести индивидуально или в виде карты на шесть поездок.
Обычные пользователи могут приобрести ежемесячный абонемент, если у них есть карта OPUS. Билеты и проездные на пригородные поезда действительны для любой линии, если билет использован в течение 120 минут с момента покупки или подтверждения. Путешествие ограничено зоной, на которую приобретен билет, или любой зоной с меньшим номером, но не зоной с большим номером. Например, билет зоны 5 действителен для зон 1, 2, 3, 4 и 5, но не для зон 6, 7 и 8. Билеты на местные автобусы и проездные на пригородные поезда не действуют. Турникеты отсутствуют; вместо этого используется система подтверждения оплаты, при которой инспекторы произвольно проверяют билеты.
Все тарифы доступны в более дешёвой «сниженной» категории для детей от 6 до 15 лет, студентов от 16 до 17 лет и пожилых людей от 65 лет и старше. Кроме того, для студентов от 18 до 25 лет доступны месячные абонементы в категории «студент» (что дешевле, чем обычный тариф, но больше, чем тариф со скидкой). Чтобы воспользоваться льготным тарифом или тарифом для студентов, пассажир должен иметь карту OPUS со льготным тарифом, на которой указаны его имя и фотография. Проезд на электричках бесплатный для всех в возрасте 5 лет и младше, а также для детей от 6 до 11 лет, путешествующих со взрослыми.
После введения карточек OPUS билеты и пропуска системы смарт-карт теперь продаются автоматами на каждой станции. Автоматы принимают наличные, кредитные и дебетовые карты. Покупки на сумму более 80 долларов необходимо оплачивать картами. Билеты и абонементы также продаются в нескольких магазинах возле пригородных вокзалов. Полный список доступен на сайте RTM. Пропуска действительны в течение календарного месяца и обычно продаются с 20 числа предыдущего месяца по 5 число месяца их действия. Пассажиры также могут подписаться на OPUS +, который автоматически списывает средства с банковского счета или кредитной карты пассажира и добавляет пропуск к карте OPUS пассажира.
В 2018 году Exo перевозил в среднем 174710 пассажиров в обычный будний день — 77 210 в поездах и 97 500 в пригородных автобусах, включая адаптированный транспорт.
Планируется, что к середине 2023 года линия Deux-Montagnes будет преобразована в автоматизированную систему легкого метро (Réseau express métropolitain); эта линия больше не будет частью системы пригородных железных дорог Exo.
С 11 мая 2020 года, в связи с активизацией работ по завершению REM, туннель Mount Royal больше не доступен для поездов Exo. В связи с этим линии Mascouche и Deux-Montagnes заканчиваются на станциях Ahuntsic и Bois-Franc соответственно.